# Saul Swimmer
Saul Swimmer (Uniontown, 25 de abril de 1936-Miami, 3 de marzo de 2007) fue un director y productor de documentales estadounidense mejor conocido por dirigir la película The Concert for Bangladesh (1972), el concierto benéfico del Madison Square Garden realizado por George Harrison, quien fue una de las primeras estrellas filantrópicas de la música rock. También fue coproductor del documental Let It Be de 1970 de The Beatles.

## Biografía

### Primeros años
Nació en una familia de Uniontown, Pensilvania, que incluía una hermana, Esther, y tres hermanos, Wolford, Alvin y Herbert. Obtuvo una licenciatura de la Universidad Carnegie Mellon en la cercana Pittsburgh. Comenzó a dirigir cuando tenía poco más de veinte años, llamando la atención por su corto infantil de media hora The Boy Who Owned a Melephant (1959), narrado por la actriz Tallulah Bankhead y producido con Peter Gayle y Tony Anthony, quienes se convertirían en sus frecuentes colaboradores. La biografía de Swimmer en el sitio web de su compañía afirma que la película ganó un premio Gold Leaf en el Festival de Cine de Venecia, una afirmación que aparece posteriormente en muchos relatos, pero ese festival no tiene tal premio; en realidad, este premio fue del Festival Internacional de Cine Infantil de Venecia.
Después de ese corto, Swimmer dirigió y, con Anthony, coescribió las películas independientes Force of Impulse (1961), una historia de Romeo y Julieta sobre un jugador de fútbol americano de preparatoria que se dedica al robo, filmada en Miami Beach, Florida, y Without Each Other (1962). La película fue coproducida por Allen Klein y Peter Gayle y financiada por el negocio familiar de Gayle.

### Carrera
Después de estos dramas, Swimmer dirigió la comedia musical pop Mrs. Brown, You've Got a Lovely Daughter (1968), protagonizada por el grupo de pop británico Herman's Hermits. La película fue una de un puñado de películas similares estrenadas a raíz del largometraje de banda estilo falso documental de The Beatles A Hard Day's Night (1964) y la aventura cómica Help! (1965).
Irrumpió en el cine documental con el especial de televisión de ABC Around the World of Mike Todd (1968), sobre el productor de cine Mike Todd.
Después de trabajar como coproductor del documental de los Beatles Let It Be (1970), producido por Neil Aspinall y Mal Evans, Swimmer y su colega de cine independiente Tony Anthony coescribieron y codirigieron la surrealista película de carretera entre Estados Unidos e Italia, Come Together (1971), producida por Ringo Starr e inspirada en la canción de los Beatles "Come Together"; y produjo un Spaghetti Western sobre un pistolero ciego pero mortal, Blindman (1971; también conocido como Il Ciceo e Il Pistolero Ciceo), protagonizado por Anthony y Starr.
Al año siguiente, Swimmer dirigió The Concert for Bangladesh, organizado por George Harrison con Ravi Shankar. Ellos, junto con Starr, Eric Clapton, Bob Dylan, Billy Preston, Leon Russell y otros actuaron para recaudar fondos para la organización benéfica UNICEF, destinada a ayudar a los refugiados de la recién independizada nación de Bangladesh, el antiguo Pakistán Oriental, que se habían trasladado a India.
En 1977, Swimmer dirigió la coproducción entre Estados Unidos y España The Black Pearl (también conocida como La Perla Negra), adaptada de una novela infantil de Scott O'Dell. Produjo y dirigió el documental de rock directo a video de la banda británica Queen de su gira The Game Tour denominado “We Will Rock You”: Queen Live in Concert (1982), la grabación de un espectáculo los días 24 y 25 de noviembre de 1981 en el Forum de Montreal que posteriormente fue remasterizado y titulado en 2007 como Queen Rock Montreal.

### Últimos años
Swimmer desarrolló el sistema de proyección MobileVision, una tecnología de pantalla gigante anterior al IMAX para proyectar películas en una pantalla de 60 x 80 pies. Swimmer dijo que después de la muerte en 1991 del cantante principal de Queen, Freddie Mercury, MovileVision distribuyó “We Will Rock You” (1982) en 20 países.
Su último trabajo fue el documental Bob Marley & Friends, completado en 2005 y distribuido a partir de 2006 después de que Swimmer trabajara en él durante más de cinco años, utilizando imágenes del concierto Rainbow de 1977 en Londres que habían sido descubiertas en un bóveda de almacenamiento bombardeada por el ejército republicano irlandés.

### Fallecimiento
Swimmer, quien se mudó a Key Biscayne, en la década de 1980 y a la cercana Coral Gables en la década de 1990, murió a causa de una insuficiencia cardíaca en el Mount Sinai Medical Center de Miami el 3 de marzo de 2007.